# ماری (زنجان)
ماری یک منطقهٔ مسکونی در ایران است که در دهستان قره‌پشتلو بالا واقع شده‌است. ماری ۲۸۷ نفر جمعیت دارد.